# アリハラナオ
アリハラ ナオ（9月4日 - ）は、日本の漫画家。北海道出身。血液型A型。旧ペンネームは、『栖藤 ナオ（すどう ナオ）』

## 略歴
- 2012年度第5回金のティアラ大賞において、『理科室のたろうくん』で銅賞を受賞しデビューした（『栖藤 ナオ』名義、当時22歳）[3]。

## 作品リスト
全て集英社、マーガレットコミックス（DIGITAL）から刊行されている。
- きよく、やましく、もどかしく。[注 1][注 2]（『別冊マーガレット』2021年1月号別冊ふろく『別マBABY vol.1』 - 4月号別冊ふろく『別マBABY vol.4』→『別冊マーガレット』2021年8月号[4] - 2024年1月号、全7巻）
  1. 2021年7月21日発売[5][6]、『別冊マーガレット』2020年10月号別冊ふろく『4人4色、恋模様。』、2021年1月号別冊ふろく『別マBABY vol.1』 - 4月号別冊ふろく『別マBABY vol.4』、ISBN 978-4-08-844508-3
    - おまけ4コマ[注 3]（描きおろし）

  2. 2021年11月25日発売[7]、『別冊マーガレット』2021年5月号別冊ふろく『別マBABY vol.5』、『別冊マーガレット』2021年8月号[4] - 11月号、ISBN 978-4-08-844566-3
    - おまけ4コマ[注 4]（描きおろし）

  3. 2022年5月25日発売[8]、『別冊マーガレット』2021年12月号 - 2022年3月号、5月号、ISBN 978-4-08-844604-2
  4. 2022年10月25日発売[9]、『別冊マーガレット』2022年6月号 - 10月号、ISBN 978-4-08-844699-8
    - おまけ4コマ[注 3]（描きおろし）

  5. 2023年3月24日発売[10]、ISBN 978-4-08-844708-7
  6. 2023年8月24日発売[11]、ISBN 978-4-08-844810-7
  7. 2024年1月25日発売[12]、ISBN 978-4-08-844893-0

### イラスト
- （タイトルなし）[13]（『呪術廻戦』のトリビュートイラスト、『別冊マーガレット』2022年1月号）

### 単行本未収録作品
- 理科室のたろうくん（『ザ マーガレット』2012年10月号、『栖藤 ナオ』名義、デビュー作[1]。）
- きょうだい何人?（『ザ マーガレット』2013年2月号、『栖藤 ナオ』名義[1]）
- あかめろちゃん（仮）になるために（『別冊マーガレット』2024年5月号[14]）
- 恋する疑心暗鬼（『別冊マーガレット』2025年3月号[15]）

## 関連人物
- かわにし萌、鈴木手鞠 - 日本の漫画家、同期デビュー者[3]。